# NGC 5552
NGC 5552 (również NGC 5558 lub PGC 51140) – galaktyka spiralna (S), znajdująca się w gwiazdozbiorze Panny.
Odkrył ją Albert Marth 8 maja 1864 roku. 14 czerwca 1884 roku obserwował ją Lewis A. Swift, jednak niedokładnie określił jej pozycję i uznał, że odkrył nowy obiekt. John Dreyer w swoim New General Catalogue skatalogował obserwację Martha jako NGC 5552, a Swifta jako NGC 5558.